# Tonzona
La rivière Tonzona est un cours d'eau d'Alaska, aux États-Unis situé dans la région de recensement de Yukon-Koyukuk. C'est un affluent de la East Fork Kuskokwim elle-même affluent du fleuve Kuskokwim.

## Description
Longue de 75 milles (121 km), elle prend sa source au col Mystic, dans la chaîne d'Alaska et coule en direction du nord-est pendant 15 milles (24 km) puis du nord-est pendant 15 milles (24 km) pour rejoindre la rivière Slow Fork et former la East Fork Kuskokwim à  3,3 milles (5 km) à 30 milles (48 km) à l'est de Medfra.